# Kvalifikation til VM i fodbold 2018, UEFA - gruppe C
Kvalifikation til VM i fodbold 2018, UEFA gruppe E er en af de ni UEFA grupper til Kvalifikation til VM i fodbold 2018. Gruppen består af seks hold: Tyskland, Tjekkiet, Nordirland, Norge, Aserbajdsjan, og San Marino.

## Placeringer
| Pos | Hold         | K  | V  | U | T  | M+ | M- | MF  | P  | Kvalifikation                         |     |     |     |     |     |     |     |
| --- | ------------ | -- | -- | - | -- | -- | -- | --- | -- | ------------------------------------- | --- | --- | --- | --- | --- | --- | --- |
| 1   | Tyskland     | 10 | 10 | 0 | 0  | 43 | 4  | +39 | 30 | Kvalifikation til FIFA World Cup 2018 |     | —   | 2–0 | 3–0 | 6–0 | 5–1 | 7–0 |
| 2   | Nordirland   | 10 | 6  | 1 | 3  | 17 | 6  | +11 | 19 | Gik videre til playoff                |     | 1–3 | —   | 2–0 | 2–0 | 4–0 | 4–0 |
| 3   | Tjekkiet     | 10 | 4  | 3 | 3  | 17 | 10 | +7  | 15 |                                       |     | 1–2 | 0–0 | —   | 2–1 | 0–0 | 5–0 |
| 4   | Norge        | 10 | 4  | 1 | 5  | 17 | 16 | +1  | 13 |                                       | 0–3 | 1–0 | 1–1 | —   | 2–0 | 4–1 |     |
| 5   | Aserbajdsjan | 10 | 3  | 1 | 6  | 10 | 19 | −9  | 10 |                                       | 1–4 | 0–1 | 1–2 | 1–0 | —   | 5–1 |     |
| 6   | San Marino   | 10 | 0  | 0 | 10 | 2  | 51 | −49 | 0  |                                       | 0–8 | 0–3 | 0–6 | 0–8 | 0–1 | —   |     |

## Kampe
Oversigten over kampene blev konfirmeret af UEFA den 26. juli 2015, dagen efter lodtrækningen. 
| 4. september 2016 18:00 (18:00 UTC+2) |

| San Marino | 0–1                           | Aserbajdsjan   |
| ---------- | ----------------------------- | -------------- |
|            | Rapport (FIFA) Rapport (UEFA) | Qurbanov 45' · |

| San Marino Stadium, Serravalle Tilskuere: 886 Dommer: Sébastien Delferière (Belgien) |

| 4. september 2016 20:45 (20:45 UTC+2) |

| Tjekkiet | 0–0                           | Nordirland |
| -------- | ----------------------------- | ---------- |
|          | Rapport (FIFA) Rapport (UEFA) |            |

| Generali Arena, Prag Tilskuere: 10,731 Dommer: Anastasios Sidiropoulos (Grækenland) |

| 4. september 2016 20:45 (20:45 UTC+2) |

| Norge | 0–3                           | Tyskland                        |
| ----- | ----------------------------- | ------------------------------- |
|       | Rapport (FIFA) Rapport (UEFA) | Müller 16', 60' · Kimmich 45' · |

| Ullevaal Stadion, Oslo Tilskuere: 26.793 Dommer: Willie Collum (Skotland) |

| 8. oktober 2016 18:00 (20:00 UTC+4) |

| Aserbajdsjan | 1–0                           | Norge |
| ------------ | ----------------------------- | ----- |
| Medvedev 11' | Rapport (FIFA) Rapport (UEFA) |       |

| National Stadium, Baku Dommer: Liran Liany (Israel) |

| 8. oktober 2016 20:45 (20:45 UTC+2) |

| Tyskland                    | 3–0                           | Tjekkiet |
| --------------------------- | ----------------------------- | -------- |
| Müller 13', 65' · Kroos 49' | Rapport (FIFA) Rapport (UEFA) |          |

| Volksparkstadion, Hamburg Dommer: Ovidiu Hațegan (Rumænien) |

| 8. oktober 2016 20:45 (19:45 UTC+1) |

| Nordirland                                        | 4–0                           | San Marino |
| ------------------------------------------------- | ----------------------------- | ---------- |
| Davis 26' (str.) · Lafferty 79', 90+4' · Ward 85' | Rapport (FIFA) Rapport (UEFA) |            |

| Windsor Park, Belfast Dommer: István Kovács (Rumænien) |

| 11. oktober 2016 20:45 (20:45 UTC+2) |

| Tjekkiet | 0–0                           | Aserbajdsjan |
| -------- | ----------------------------- | ------------ |
|          | Rapport (FIFA) Rapport (UEFA) |              |

| Municipal Stadium, Ostrava Tilskuere: 12,148 Dommer: Matej Jug (Slovenien) |

| 11. oktober 2016 20:45 (20:45 UTC+2) |

| Tyskland                  | 2–0                           | Nordirland |
| ------------------------- | ----------------------------- | ---------- |
| Draxler 13' · Khedira 17' | Rapport (FIFA) Rapport (UEFA) |            |

| Niedersachsenstadion, Hanover Tilskuere: 42,132 Dommer: Paolo Tagliavento (Italien) |

| 11. oktober 2016 20:45 (20:45 UTC+2) |

| Norge                                                            | 4–1                           | San Marino       |
| ---------------------------------------------------------------- | ----------------------------- | ---------------- |
| D. Simoncini 12' (sm.) · Diomandé 77' · Samuelsen 82' · King 83' | Rapport (FIFA) Rapport (UEFA) | Stefanelli 54' · |

| Ullevaal Stadion, Oslo Tilskuere: 8.214 Dommer: Benoît Bastien (Frankrig) |

| 11. november 2016 20:45 (20:45 UTC+1) |

| Tjekkiet                  | 2–1                           | Norge      |
| ------------------------- | ----------------------------- | ---------- |
| Krmenčík 11' · Zmrhal 47' | Rapport (FIFA) Rapport (UEFA) | King 87' · |

| Eden Arena, Prag Tilskuere: 16,411 Dommer: Bas Nijhuis (Holland) |

| 11. november 2016 20:45 (19:45 UTC±0) |

| Nordirland                                                    | 4–0                           | Aserbajdsjan |
| ------------------------------------------------------------- | ----------------------------- | ------------ |
| K. Lafferty 27' · McAuley 40' · C. McLaughlin 66' · Brunt 83' | Rapport (FIFA) Rapport (UEFA) |              |

| Windsor Park, Belfast Tilskuere: 18.404 Dommer: Clément Turpin (Frankrig) |

| 11. november 2016 20:45 (20:45 UTC+1) |

| San Marino | 0–8                           | Tyskland                                                                                  |
| ---------- | ----------------------------- | ----------------------------------------------------------------------------------------- |
|            | Rapport (FIFA) Rapport (UEFA) | Khedira 7' · Gnabry 9', 58', 76' · Hector 32', 65' · Stefanelli 82' (sm.) · Volland 85' · |

| San Marino Stadium, Serravalle Tilskuere: 3,851 Dommer: Artyom Kuchin (Kazakhstan) |

| 26. marts 2017 18:00 (20:00 UTC+4) |

| Aserbajdsjan | 1–4                           | Tyskland                                     |
| ------------ | ----------------------------- | -------------------------------------------- |
| Nazarov 31'  | Rapport (FIFA) Rapport (UEFA) | Schürrle 19', 81' · Müller 36' · Gómez 45' · |

| Tofiq Bahramov Republican Stadium, Baku Dommer: Daniele Orsato (Italien) |

| 26. marts 2017 18:00 (18:00 UTC+2) |

| San Marino | 0–6                           | Tjekkiet                                                                      |
| ---------- | ----------------------------- | ----------------------------------------------------------------------------- |
|            | Rapport (FIFA) Rapport (UEFA) | Barák 17', 24' · Darida 19', 77' (str.) · Gebre Selassie 26' · Krmenčík 43' · |

| San Marino Stadium, Serravalle Dommer: Kristo Tohver (Estland) |

| 26. marts 2017 20:45 (19:45 UTC+1) |

| Nordirland               | 2–0                           | Norge |
| ------------------------ | ----------------------------- | ----- |
| Ward 2' · Washington 33' | Rapport (FIFA) Rapport (UEFA) |       |

| Windsor Park, Belfast Dommer: Hüseyin Göçek (Tyrkiet) |

| 10. juni 2017 18:00 (20:00 UTC+4) |

| Aserbajdsjan | 0–1                           | Nordirland     |
| ------------ | ----------------------------- | -------------- |
|              | Rapport (FIFA) Rapport (UEFA) | Dallas 90+2' · |

| Tofiq Bahramov Republican Stadium, Baku Dommer: Xavier Estrada Fernández (Spanien) |

| 10. juni 2017 20:45 (20:45 UTC+2) |

| Tyskland                                                                   | 7–0                           | San Marino |
| -------------------------------------------------------------------------- | ----------------------------- | ---------- |
| Draxler 11' · Wagner 16', 29', 85' · Younes 38' · Mustafi 47' · Brandt 72' | Rapport (FIFA) Rapport (UEFA) |            |

| Stadion Nürnberg, Nuremberg Dommer: Radu Petrescu (Rumænien) |

| 10. juni 2017 20:45 (20:45 UTC+2) |

| Norge                | 1–1                           | Tjekkiet             |
| -------------------- | ----------------------------- | -------------------- |
| Søderlund 55' (str.) | Rapport (FIFA) Rapport (UEFA) | Gebre Selassie 36' · |

| Ullevaal Stadion, Oslo Dommer: Andre Marriner (England) |

| 1. september 2017 20:45 (20:45 UTC+2) |

| Tjekkiet     | 1–2                           | Tyskland                    |
| ------------ | ----------------------------- | --------------------------- |
| - Darida 78' | Rapport (FIFA) Rapport (UEFA) | - Werner 4' - Hummels 88' · |

| Eden Arena, Prag Dommer: Sergei Karasev (Rusland) |

| 1. september 2017 20:45 (20:45 UTC+2) |

| Norge                                 | 2–0                           | Aserbajdsjan |
| ------------------------------------- | ----------------------------- | ------------ |
| - King 31' (str.) - Sadygov 60' (sm.) | Rapport (FIFA) Rapport (UEFA) |              |

| Ullevaal Stadion, Oslo Dommer: Daniel Stefański (Polen) |

| 1. september 2017 20:45 (20:45 UTC+2) |

| San Marino | 0–3                           | Nordirland                               |
| ---------- | ----------------------------- | ---------------------------------------- |
|            | Rapport (FIFA) Rapport (UEFA) | - Magennis 70', 75' - Davis 78' (str.) · |

| San Marino Stadium, Serravalle Dommer: Enea Jorgji (Albanien) |

| 4. september 2017 18:00 (20:00 UTC+4) |

| Aserbajdsjan                                                           | 5–1                           | San Marino      |
| ---------------------------------------------------------------------- | ----------------------------- | --------------- |
| - Ismayilov 20', 57' - Abdullayev 24' - Cevoli 71' (sm.) - Sadygov 81' | Rapport (FIFA) Rapport (UEFA) | - Palazzi 74' · |

| Bakcell Arena, Baku Dommer: Nikola Dabanović (Montenegro) |

| 4. september 2017 20:45 (20:45 UTC+2) |

| Tyskland                                                              | 6–0                           | Norge |
| --------------------------------------------------------------------- | ----------------------------- | ----- |
| - Özil 10' - Draxler 17' - Werner 21', 40' - Goretzka 50' - Gómez 79' | Rapport (FIFA) Rapport (UEFA) |       |

| Mercedes-Benz Arena, Stuttgart Dommer: Gediminas Mažeika (Litauen) |

| 4. september 2017 20:45 (19:45 UTC+1) |

| Nordirland                 | 2–0                           | Tjekkiet |
| -------------------------- | ----------------------------- | -------- |
| - J. Evans 28' - Brunt 41' | Rapport (FIFA) Rapport (UEFA) |          |

| Windsor Park, Belfast Dommer: Daniele Orsato (Italien) |

| 5. oktober 2017 18:00 (20:00 UTC+4) |

| Aserbajdsjan           | 1–2                           | Tjekkiet                  |
| ---------------------- | ----------------------------- | ------------------------- |
| - Ismayilov 55' (str.) | Rapport (FIFA) Rapport (UEFA) | - Kopic 35' - Barák 66' · |

| National Stadium, Baku Dommer: Benoît Millot (Frankrig) |

| 5. oktober 2017 20:45 (19:45 UTC+1) |

| Nordirland       | 1–3                           | Tyskland                               |
| ---------------- | ----------------------------- | -------------------------------------- |
| - Magennis 90+3' | Rapport (FIFA) Rapport (UEFA) | - Rudy 2' - Wagner 21' - Kimmich 86' · |

| Windsor Park, Belfast Dommer: Danny Makkelie (Holland) |

| 5. oktober 2017 20:45 (20:45 UTC+2) |

| San Marino | 0–8                           | Norge                                                                                         |
| ---------- | ----------------------------- | --------------------------------------------------------------------------------------------- |
|            | Rapport (FIFA) Rapport (UEFA) | - Henriksen 8' - King 14' (str.), 17' - Elyounoussi 39', 48', 68' - Selnæs 58' - Linnes 86' · |

| San Marino Stadium, Serravalle Dommer: Andrew Dallas (Skotland) |

| 8. oktober 2017 20:45 (20:45 UTC+2) |

| Tjekkiet                                                | 5–0                           | San Marino |
| ------------------------------------------------------- | ----------------------------- | ---------- |
| - Krmenčík 8', 23' - Kopic 27' - Novák 71' - Kadlec 83' | Rapport (FIFA) Rapport (UEFA) |            |

| Doosan Arena, Plzeň Dommer: Alex Troleis (Færøerne) |

| 8. oktober 2017 20:45 (20:45 UTC+2) |

| Tyskland                                                | 5–1                           | Aserbajdsjan      |
| ------------------------------------------------------- | ----------------------------- | ----------------- |
| - Goretzka 8', 66' - Wagner 54' - Rüdiger 64' - Can 81' | Rapport (FIFA) Rapport (UEFA) | - Sheydayev 34' · |

| Fritz-Walter-Stadion, Kaiserslautern Dommer: Andris Treimanis (Letland) |

| 8. oktober 2017 20:45 (20:45 UTC+2) |

| Norge             | 1–0                           | Nordirland |
| ----------------- | ----------------------------- | ---------- |
| - Brunt 71' (sm.) | Rapport (FIFA) Rapport (UEFA) |            |

| Ullevaal Stadion, Oslo Dommer: Serhiy Boyko (Ukraine) |

## Målscorere
Der er blevet scoret 106 mål i 30 kampe, der i gennemsnit svarer til 3,53 mål per kamp.
5 mål
- Thomas Müller
- Sandro Wagner
- Joshua King

4 mål
- Michal Krmenčík

3 mål
- Afran Ismayilov
- Antonín Barák
- Vladimír Darida
- Julian Draxler
- Serge Gnabry
- Leon Goretzka
- Timo Werner
- Kyle Lafferty
- Josh Magennis
- Mohamed Elyounoussi

2 mål
- Theodor Gebre Selassie
- Jan Kopic
- Mario Gómez
- Jonas Hector
- Sami Khedira
- Joshua Kimmich
- André Schürrle
- Chris Brunt
- Steven Davis
- Jamie Ward

1 mål
- Araz Abdullayev
- Maksim Medvedev
- Dimitrij Nazarov
- Ruslan Qurbanov
- Rashad Sadygov
- Ramil Sheydayev
- Václav Kadlec
- Filip Novák
- Jaromír Zmrhal
- Julian Brandt
- Emre Can
- Mats Hummels
- Toni Kroos
- Shkodran Mustafi
- Mesut Özil
- Antonio Rüdiger
- Sebastian Rudy
- Kevin Volland
- Amin Younes
- Stuart Dallas
- Jonny Evans
- Gareth McAuley
- Conor McLaughlin
- Conor Washington
- Adama Diomandé
- Markus Henriksen
- Martin Linnes
- Martin Samuelsen
- Ole Selnæs
- Alexander Søderlund
- Mirko Palazzi
- Mattia Stefanelli

1 selvmål
- Rashad Sadygov (mod Norge)
- Chris Brunt (mod Norge)
- Michele Cevoli (mod Azerbaijan)
- Davide Simoncini (mod Norge)
- Mattia Stefanelli (mod Tyskland)